# Castelo (Moimenta da Beira)
Castelo é uma povoação portuguesa sede da Freguesia de Castelo do Município de Moimenta da Beira, freguesia com 6,42 km² de área e 196 habitantes (censo de 2021). A sua densidade populacional é 30,5 hab./km².
Foi sede de concelho, constituído apenas pela freguesia da sede, até 1834. Nos fins do século IX, apareceu por estas paragens um cavaleiro godo de nome Leopigunus; criou a sua Villa, onde cresceu o pequeno povo denominado de Lobazim. É no século XIII que o nome de Lobazim começa a ser substituído por Castelo, provavelmente decorrente da edificação no morro do hodierno Santuário de N.ª Sr.ª Da Conceição. O concelho foi extinto em 1834 e inserto, ficando a relembrar a jurisdição de outrora o pelourinho datado de 1669.

## Demografia
A população registada nos censos foi:
| Distribuição da População por Grupos Etários | Distribuição da População por Grupos Etários | Distribuição da População por Grupos Etários | Distribuição da População por Grupos Etários | Distribuição da População por Grupos Etários |
| -------------------------------------------- | -------------------------------------------- | -------------------------------------------- | -------------------------------------------- | -------------------------------------------- |
| Ano                                          | 0-14 Anos                                    | 15-24 Anos                                   | 25-64 Anos                                   | > 65 Anos                                    |
| 2001                                         | 40                                           | 39                                           | 139                                          | 97                                           |
| 2011                                         | 22                                           | 20                                           | 119                                          | 84                                           |
| 2021                                         | 17                                           | 14                                           | 78                                           | 87                                           |

## Património
- Pelourinho de Castelo
- Santuário de N. Sra. da Conceição
- Capela da Santa Bárbara
- Igreja Matriz de Castelo
- Parque de Fauna e Flora de Castelo
- Miradouro do Cabeço
- Forno Comunitário